# Rodolfo Ballester
Rodolfo E. Ballester (San Martín (Buenos Aires), 30 de junio de 1887 - Buenos Aires, 15 de marzo de 1967) fue un ingeniero argentino especializado en diques y obras de riego, responsable de la regulación del caudal del río Neuquén, que permitió optimizar el aprovechamiento agrícola del Alto Valle del Río Negro.

## Biografía
Se recibió de ingeniero en la Universidad de Buenos Aires en 1912, con diploma de honor, y ese mismo año se casó con Lelia Catalina Pichot. Si bien esperaba incorporarse a los ferrocarriles, un trabajo relacionado con las inundaciones que habían cortado varios ramales de ferrocarril –la determinación de las luces a asignar en puentes de ferrocarril– lo impulsaron a especializarse en hidráulica. Dictó cátedra en la Universidad Nacional de La Plata y en la de Buenos Aires.
Fue representante del gobierno argentino en la Conferencia Mundial de la Energía en 1931 y nuevamente en 1937; en el Congreso de Grandes Presas de 1936 y en el Congreso de Ingeniería de Río de Janeiro de 1949. Fue presidente de la Comisión Nacional de Hidrología y del Museo Social Argentino, y fue miembro de la Academia Nacional de Ciencias Exactas y Naturales. Durante muchos años fue ingeniero inspector del Ministerio de Obras Públicas de la Nación.
Entre las obras más importantes que diseñó o dirigió se cuenta la presa derivadora del río Neuquén, que hoy lleva su nombre, a través del cual se reguló todo el sistema de riego del Alto Valle del Río Negro. También organizó la Colonia Centenario y llevó adelante obras hidroeléctricas, entre las cuales se incluyeron cinco centrales sobre los canales de riego del Alto Valle. fue también el autor –junto con los ingenieros Adolfo Suárez y Carlos Volpi– del nuevo dique San Roque, en la provincia de Córdoba; también fue uno de los autores del anteproyecto de los diques El Chocón y Cerros Colorados.
Falleció en la ciudad de Buenos Aires en 1967. Tres de sus hijos continuaron ligados a la ingeniería y a las obras de riego del Alto Valle del Río Negro.

## Obra escrita
- Régimen del Río Negro. Crecidas del Neuquén (1919)
- Sobre el régimen de nuestras corrientes de agua (1921)
- Velocidades y coeficientes de aspereza en canales (1927)
- El Río Negro. La conquista del valle por el regadío ()
- Dique San Roque (informe en común con los ingenieros Suárez y Volpi, 1930)
- Aforadores de sección construida en canales de riego (1932)
- La utilización del río Colorado (1932)
- Fuerzas hidráulicas y riego (1935)
- Aprovechamiento de ríos interprovinciales (1940)
- Aprovechamiento de fuerzas hidráulicas (1941)
- El valor social y económico del regadío (1941)
- El río Colorado, su utilización y aprovechamiento (1942)
- Visión nacional del problema del agua en Santiago del Estero (1943)
- Aprovechamiento de la energía hidráulica del país (1944)